# Eisberg (Östliche Oberlausitz)
Der Eisberg ist eine 330,6 Meter hohe Erhebung in der Östlichen Oberlausitz im Freistaat Sachsen. Sie liegt westlich von Großhennersdorf, direkt an der Bundesstraße 178. In direkter Nachbarschaft befindet sich der Lange Berg, der 400 Meter in südöstlicher Richtung liegt.
Die Kuppe des Eisbergs entstand, als sich während der vulkanischen Aktivitäten in diesem Gebiet Nephelinbasanitlava über einem Ausbruchsschlot staute und erstarrte. Die tieferliegenden Schichten bestehen aus Seidenberger Granodiorit. 
In früheren Zeiten wurden an diesem Berg gleich zwei Steinbrüche erschlossen, die hauptsächlich Baumaterial für die nahen Ortschaften lieferten. Heute sind diese jedoch, wie die gesamte Kuppe des Eisberges, von einem Stieleichenwald und Dornengebüsch bewachsen.